# Episodi di Search Party (quinta stagione)
La quinta stagione della serie televisiva Search Party, composta da 10 episodi, è stata trasmessa negli Stati Uniti d'America, da HBO Max, dal 7 gennaio 2022.
In Italia, la stagione è inedita.
| nº | Titolo originale             | Titolo italiano | Prima TV USA   | Pubblicazione Italia |
| -- | ---------------------------- | --------------- | -------------- | -------------------- |
| 1  | Genesis                      |                 | 7 gennaio 2022 |                      |
| 2  | Exodus                       |                 | 7 gennaio 2022 |                      |
| 3  | Kings                        |                 | 7 gennaio 2022 |                      |
| 4  | Leviticus                    |                 | 7 gennaio 2022 |                      |
| 5  | Acts of the Apostles         |                 | 7 gennaio 2022 |                      |
| 6  | The Gospel of Judas          |                 | 7 gennaio 2022 |                      |
| 7  | Book of the Wars of the Lord |                 | 7 gennaio 2022 |                      |
| 8  | Songs of Songs               |                 | 7 gennaio 2022 |                      |
| 9  | Lamentations                 |                 | 7 gennaio 2022 |                      |
| 10 | Revelation                   |                 | 7 gennaio 2022 |                      |